# Agriacris
Agriacris is een geslacht van rechtvleugeligen uit de familie Romaleidae. De wetenschappelijke naam van dit geslacht is voor het eerst geldig gepubliceerd in 1870 door Walker.

## Soorten
Het geslacht Agriacris omvat de volgende soorten:
- Agriacris aequatoriana Bolívar, 1909
- Agriacris auripennis Walker, 1870
- Agriacris basalis Bruner, 1913
- Agriacris bivittata Gerstaecker, 1873
- Agriacris brunnea Hebard, 1923
- Agriacris jucunda Walker, 1870
- Agriacris magnifica Hebard, 1924
- Agriacris plagiata Walker, 1870
- Agriacris tricristata Serville, 1838